# Raftsundet

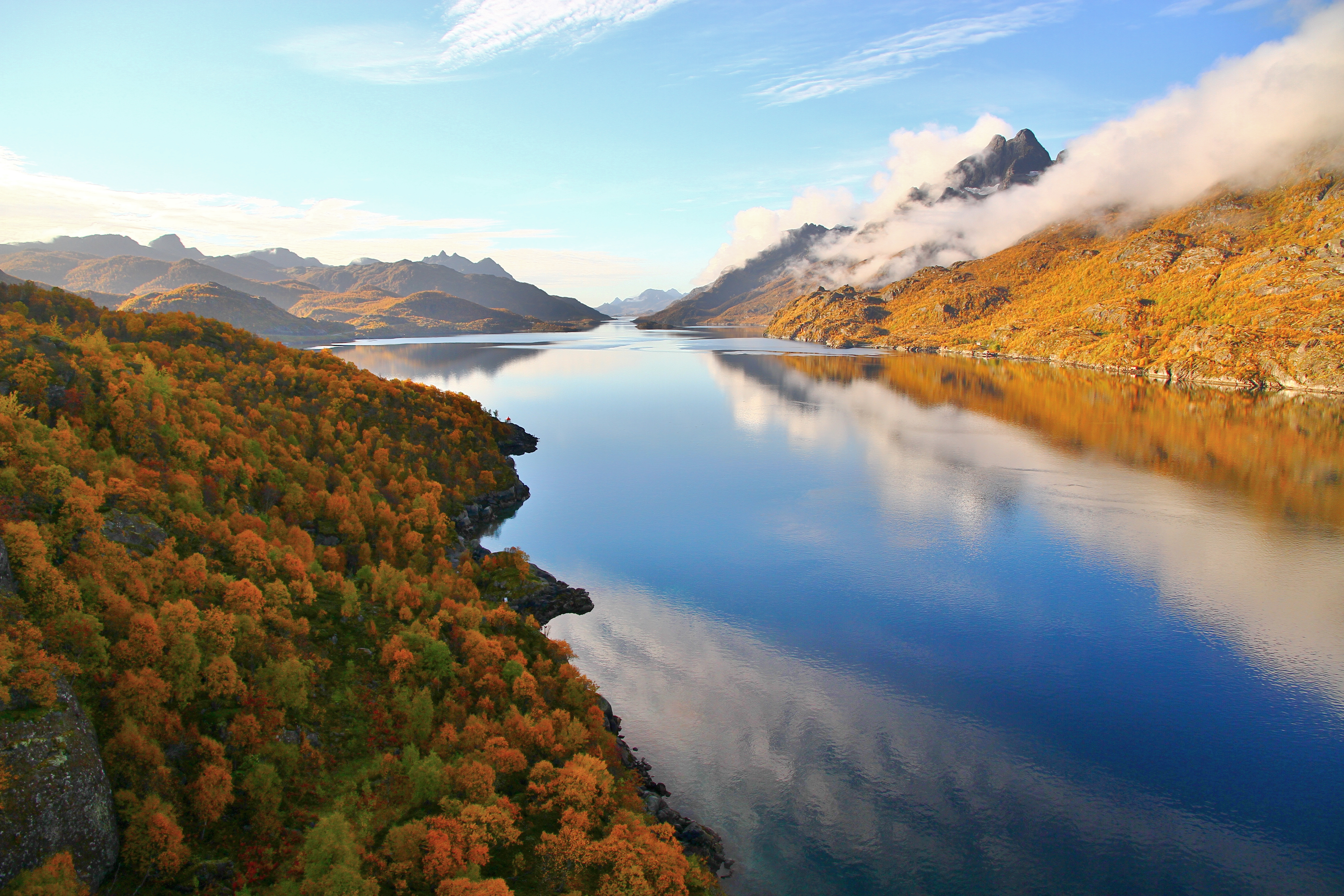
Raftsundet sett från Raftsundsbron.

Raftsundet är ett sund mellan öarna Hinnøya och Austvågøya i Nordland fylke i Norge. Den nordliga delen av Raftsundet tillhör Hadsels kommun i Vesterålen och den sydliga delen tillhör Vågans kommun i Lofoten. Sundet är 25 kilometer långt. 
Sundet omges av fjäll. På Hinnøya på sundets östra sida når fjälltopparna en höjd på upp till 700 meter och på Austvågøya på sundets västra sida finns fjälltoppar som når en höjd på upp till 1 000 meter. Längs östsidan av sundet går en fylkesväg. I norr korsas sundet av Raftsundsbron (E10), som har ett längsta spann på 298 meter.
Områdets vackra natur lockar under sommaren många turister och Hurtigrutten går genom sundet mellan Svolvær och Stokmarknes. Till de mer kända sevärdheterna hör Trollfjorden, en smal fjord som från Raftsundet skär in i Austvågøy.

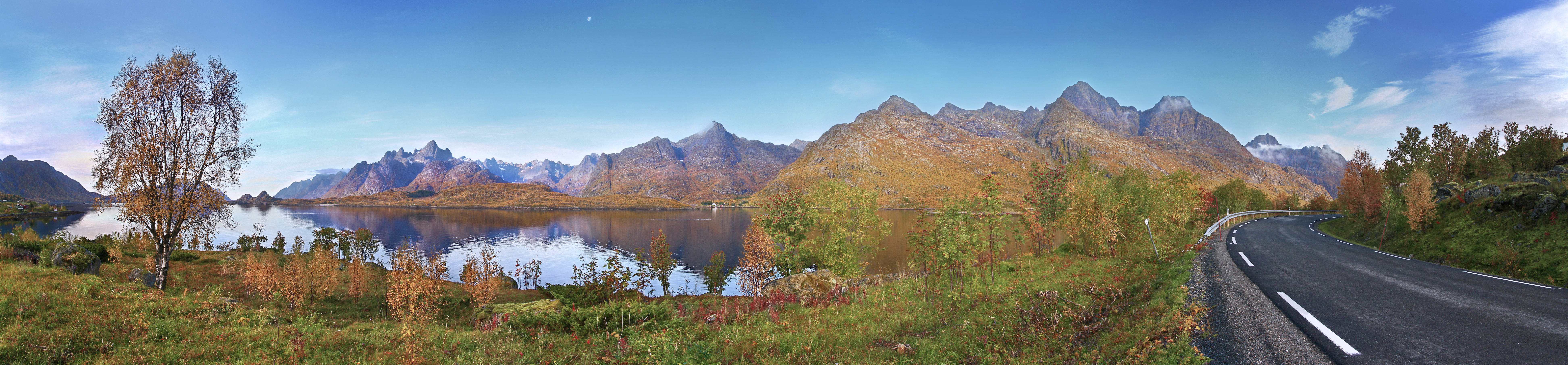
Panorama över Raftsundet.